# Nils Wickström
Nils Victor Wickström, född 15 mars 1883 i Skurup i Malmöhus län, död 22 februari 1941 i New York i USA, var en svensk officer och gymnastikdirektör.
Wickström var löjtnant vid Gotlands infanteriregemente och utexaminerades som sjukgymnast vid Gymnastiska centralinstitutet i Stockholm. Han var observatör under Balkankriget, och vid Finska inbördeskrigets utbrott 1918 anslöt han sig till Svenska brigaden i Uleåborg. Som chef för 1. kompaniet deltog han i striderna om Tammerfors. Därefter deltog han i förföljelseoperationerna som via Valkeakoski ändade i Koskis i början av maj månad. Därefter blev han chef för 3. kompaniet och deltog i segerparaden i Helsingfors den 16 maj. Om sina krigserfarenheter skrev han en bok.
År 1923 flyttade Wickström till USA där han inrättade ett svenskt gymnastikinstitut. Han blev amerikansk medborgare 1929.